# Neue Gemeinschaft
Die Neue Gemeinschaft war eine zwischen 1900 und 1904 unter anderem von den Brüdern Julius Hart, Heinrich Hart und von Gustav Landauer im Berliner Stadtteil Schlachtensee betriebene anarchistisch-kommunistische Kommune, an der vor allem politisch aktive Lebensreformer, Anarchisten und Künstler teilnahmen.
Die „Neue Gemeinschaft“ entstand aus dem Friedrichshagener Dichterkreis heraus, der ab 1890 am östlichen Rande Berlins entstanden war. Dort hatten sich sowohl politische Dissidenten als auch einige der führenden Autoren des Naturalismus wie Gerhart Hauptmann zumindest zeitweise niedergelassen. Als die Gruppe sich zunehmend zerstritt und zu zerfallen begann, gründeten die Brüder Hart 1902 an der anderen, westlichen Seite des Berliner Stadtrandes, in Schlachtensee, eine neue Kolonie, die freireligiöse und anarchistische Neue Gemeinschaft. Ihr Domizil fand sie in einem Haus mit 29 Zimmern und mehreren Gemeinschaftsräumen in der Seestraße 33–37 (heute: Am Schlachtensee 50–58), das aber schon 1928 abgerissen wurde. Zunächst eine Art Fremdenpension in idyllischer Lage, setzten die Gebrüder Hart dem Individualismus keine Schranken, bis schließlich Geldnot und Zerwürfnis die „Raserei der Toleranz“ erstickten. Hier fanden die monatlichen „Weihefeste“ mit zunehmend kultischem Charakter statt, die oft bis in den frühen Morgen andauerten.
Angeregt wurde die Neue Gemeinschaft durch die englische Gartenstadt-Bewegung, die sich, beflügelt von den Ideen von William Morris, vom Moloch der Großstadt und der Industrialisierung emanzipieren und in einer quasi urkommunistischen Gemeinschaft zusammen leben wollte.
Zu der kurzlebigen, aber wirkungsreichen Gemeinschaft gehörten unter anderem der Maler Fidus d. i. Hugo Höppener, die Schriftsteller  Peter Hille, Bernhard Kampffmeyer, Gustav Landauer, Martin Buber, Else Lasker-Schüler, Willy Pastor und Erich Mühsam. Die Neue Gemeinschaft wurde zu einem der wesentlichen Anreger der alternativen Lebensgemeinschaften, die sich nahe Ascona am Monte Verità entwickelten.